# Pierre-Georges Latécoère

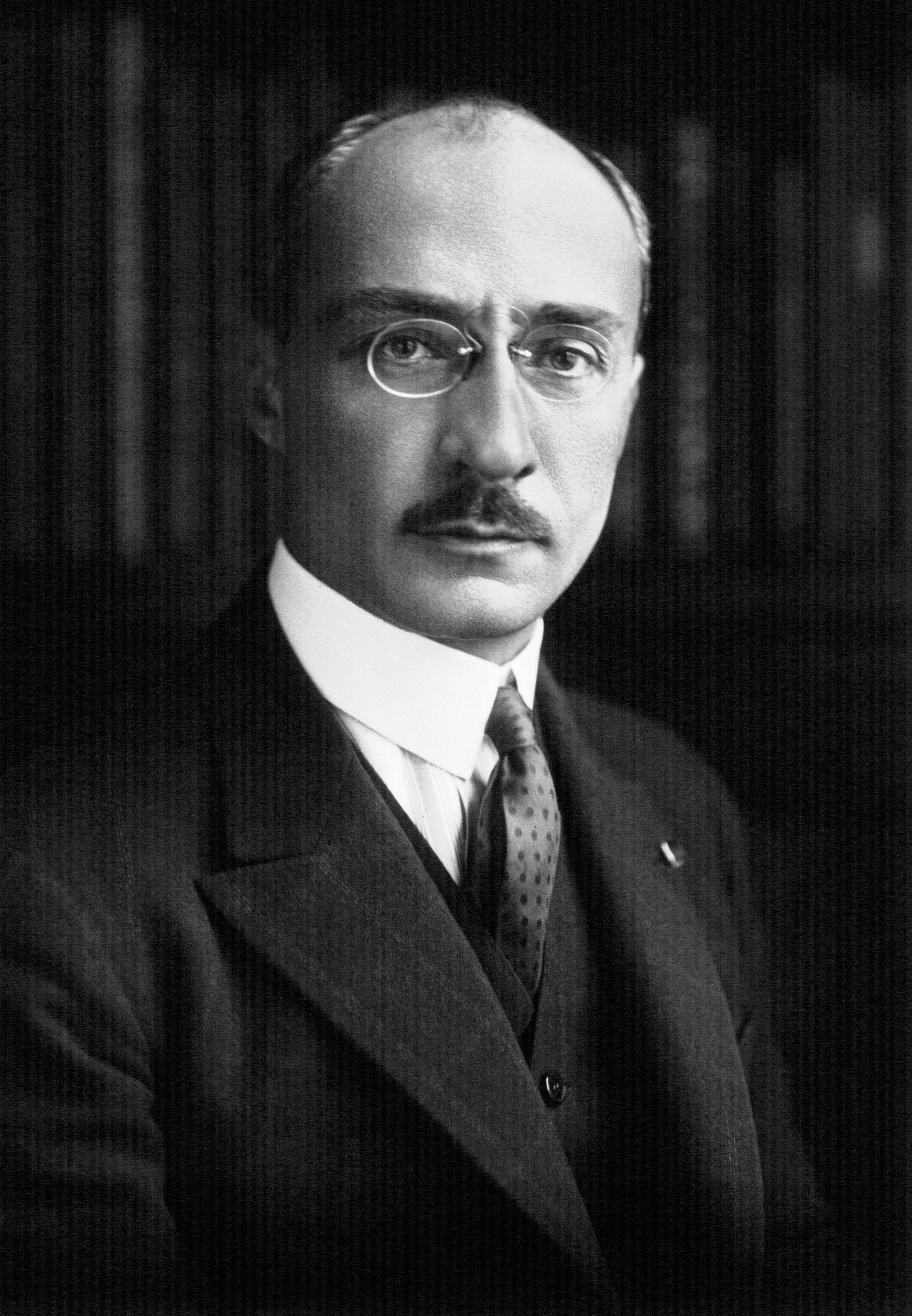
Pierre-Georges
Latécoère (1925)

Pierre-Georges Latécoère  (* 1883 in Bagnères-de-Bigorre; † 1943 in Paris) war ein französischer Luftfahrtpionier und Unternehmer.
Latécoère wurde als Sohn eines Sägewerkbesitzers geboren. 1903 begann er ein Studium an der École Centrale des Arts et Manufactures und übernahm danach die Leitung des väterlichen Betriebs. Er modernisierte das Unternehmen und spezialisierte es auf die Produktion von Eisenbahnwagen. Während des Ersten Weltkriegs wurde er zur Artillerie eingezogen, jedoch wegen Sehschwäche bald demobilisiert.
Staatsaufträge während des Kriegs bescherten seinem Unternehmen große Gewinne und erlaubten Latécoère 1917 die Gründung von zwei Fabriken in Toulouse. In einer wurden Granaten, in der anderen Flugzeugrümpfe hergestellt. Der etablierte Flugzeugbauer Salmson vertraute ihm die Fertigung von 600 Doppeldeckern für den Kriegseinsatz an. Mit seiner Produktion legte er den Grundstein für die heute noch existierende Groupe Latécoère und somit auch für Flugzeugindustrie am Standort Toulouse.
1918 gründete er die Compagnie Générale d'Entreprises Aéronautiques und richtete Fluglinien ein, die Post von Frankreich in den Senegal (Dakar) und später sogar nach Südamerika brachten. Auch Antoine de Saint-Exupéry, Jean Mermoz und Henri Guillaumet waren für Latécoère tätig.
→ Siehe auch: Groupe Latécoère